# Século Americano

Bandeira dos Estados Unidos da América

O Século Americano é uma caracterização do período desde meados do século XX como sendo amplamente dominado pelos Estados Unidos em termos políticos, econômicos e culturais. É comparável à descrição do período 1815-1914 como o século imperial da Grã-Bretanha. A influência dos Estados Unidos cresceu ao longo do século XX, mas tornou-se especialmente dominante após o fim da Segunda Guerra Mundial, quando restavam apenas duas superpotências, os Estados Unidos e a União Soviética. Após a dissolução da União Soviética em 1991, os Estados Unidos permaneceram como a única superpotência mundial, e tornou-se o hegemônica, ou o que alguns chamam de hiperpotência.
A supremacia inclui, entre outras coisas, força militar, poder financeiro muito alto, domínio no desenvolvimento de software e a grande influência mundial da cultura jovem americana e dos filmes de Hollywood.
Existem diferentes ideias sobre os anos civis que compõem o século americano. O jornalista Bernd Ulrich, por exemplo, está convencido de que a era começou quando os EUA entraram na Primeira Guerra Mundial em 6 de abril de 1917 e terminou em 9 de novembro de 2016 com a eleição de Donald Trump como presidente dos EUA. A edição do American Century da série de periódicos Geo Geo Epoch Panorama, o American Century refere-se ao período de 1898, quando os Estados Unidos eram Cuba, Porto Rico, Filipinas, Guam eassumiu o controle do Havaí até os ataques terroristas de 11 de setembro de 2001 .
O termo The American Century foi cunhado em 1941 pelo editor norte-americano Henry Luce, que o usou como título de um artigo da Life. Nela, Luce exortou seus compatriotas a terem coragem de agir contra os estados fascistas e, assim, determinar cada vez mais a política internacional. O historiador britânico Paul Kennedy destacou o termo The American Century no Der Spiegel em 1998 como um dos "termos mais conhecidos da história contemporânea".

## Pax Americana
A Pax Americana representa a relativa paz no mundo ocidental, resultante em parte da preponderância do poder dos Estados Unidos da América a partir de meados do século XX. Embora o termo encontre sua utilidade primária no final do século XX, ele foi usado em outras épocas do século XX. Suas conotações modernas dizem respeito à paz estabelecida após o fim da Segunda Guerra Mundial em 1945.